# Négyzetes ellenállás

Szén film négyzetes ellenállásán alapuló áramköri ellenállás

Négyzetes ellenállás (vagy angol kifejezéssel sheet resistance) alatt az egyenletes vastagságúnak tekinthető vékonyréteg ellenállását értjük. Tulajdonsága, hogy a vékonyréteg felületén akármekkora négyzet alakú terület ellenállása állandó, ha a réteg vastagsága és a fajlagos ellenállás is állandó. A félvezetőiparban gyakran alkalmazzák vékonyrétegek jellemzésére, például rétegleválasztás, dópolás során.
A négyzetes ellenállás előnye adott alkalmazásokban az, hogy az ellenállással és a fajlagos ellenállással ellentétben ez a mennyiség egy vékonyréteg esetén közvetlenül mérhető négypont-ellenállásmérés segítségével, továbbá örvényáramú mérésekkel is közvetetten kimutatható. A négyzetes ellenállás mértéke nem függ attól, hogy mekkora négyzetet választunk a méréshez, így nagyon különböző méretskálájú eszközök összehasonlítását teszi lehetővé.

## Számítása

A fajlagos ellenállás definíciójához tartozó geometria (jobbra) és ugyanez a négyzetes ellenállás esetén. A mérő áram mindkét esetben az "L" hossz mentén folyik.

Négyzetes ellenállást vékonyrétegek esetén szokás meghatározni, amikor a vékonyréteg kétdimenziósnak tekinthető. Ilyenkor mindig a vékonyréteg síkjában terjedő áramokra vonatkozik a négyzetes ellenállás.
Egy hagyományos háromdimenziós vezető esetén az ellenállás a következőképpen fejezhető ki:
{\displaystyle R=\rho {\frac {L}{A}}=\rho {\frac {L}{Wt}}},
ahol {\displaystyle \rho } a fajlagos ellenállás, {\displaystyle A} a keresztmetszeti felület és {\displaystyle L} a vezető áram irányába eső hossza. A keresztmetszeti felület továbbá felírható a {\displaystyle W} szélesség és a {\displaystyle t} vastagság szorzataként.
Ha a fajlagos ellenállást és a vastagságot is állandónak tekinthetjük, és e kettőt egy közös konstanssal helyettesítjük, akkor a hosszal és a szélességgel az ellenállás az alábbiak szerint írható fel:
{\displaystyle R={\frac {\rho }{t}}{\frac {L}{W}}=R_{s}{\frac {L}{W}}},
ahol {\displaystyle R_{s}} a négyzetes ellenállás. Ha a rétegvastagság ismert, akkor a {\displaystyle \rho } tömbi fajlagos ellenállás (Ω cm egységben) a négyzetes ellenállás és a vastagság szorzataként adható meg:
{\displaystyle \rho =R_{s}\cdot t}.

### Mértékegység
A négyzetes ellenállást tekinthetjük a fajlagos ellenállás egy az állandó vastagságú vékonyrétegekre vonatkozó speciális esetének. A fajlagos ellenállást általában Ω∙m, egységekben adják meg, mely a Ω∙m²/m (Ω∙terület/hossz) kifejezésből származik. Ha a fajlagos ellenállást leosztjuk a rétegvastagsággal, a dimenziójára nézve ez egy 1/m-es szorzót jelent, így utóbbi mértékegysége Ω∙m∙(m/m)∙1/m = Ω, mivel a hosszegységek kiejtették egymást. Mindazonáltal, mivel ez csak egy speciális, négyzet alakú területre vonatkozik, és nem áramköri vagy agyagjellemző, ezért fontos ezt megkülönböztetni az ellenállás ohm mértékegységétől.
A négyzetes ellenállás mértékegysége a gyakorlatban a fentiek szerint "ohm per square", azaz "négyzetfelületre eső ohmok mennyisége", szokásos jelölésével Ω/sq vagy {\displaystyle \Omega /\Box }. Ez dimenziójában azonos az ohm mértékegységgel, de jelzi, hogy a mennyiség négyzetes ellenállásként értelmezendő.
A "négyzetfelületre eső ohm" elnevezés az alábbiak szerint magyarázható. Egy vékonyréteg négyzetes ellenállása például 10 ohm/sq, ha egy tetszőleges, négyzet alakú részének a mérhető ellenállása 10 ohm. Négyzet alakú terület esetén ugyanis {\displaystyle L=W}, így {\displaystyle R_{S}=R}. Az ohm/sq egység általánosabb értelemben felfogható "ohm ∙ oldalarány" mennyiségként is. Például tekintsünk egy 21 ohm/sq négyzetes ellenállású anyagból egy 3 egység hosszú és 1 egység szélességű (azaz 3-as oldalarányú) réteget, melyet úgy vizsgálunk, hogy az 1 egység hosszúságú oldalait végigérik a mérőeszköz elektródái. Rajra 63 ohm ellenállást mérnénk, ugyanis ez a rétegellenállás és az oldalarány szorzata, mely kifejezi, hogy a vizsgált terület valójában három 1*1 egység oldalú négyzetből áll.

### Félvezetők négyzetes ellenállása
Felületi iondópolással vagy diffúziós dópolással szennyezett félvezetők esetén megadható egy átlagos {\displaystyle {\overline {\rho }}={\frac {1}{\overline {\sigma }}}} fajlagos ellenállás:
{\displaystyle R_{s}={\overline {\rho }}/x_{j}=({\overline {\sigma }}x_{j})^{-1}={\frac {1}{\int _{0}^{x_{j}}\sigma (x)dx}}},
ahol a többségi töltéshordozók figyelembevételével és a kisebbségi töltéshordozók elhanyagolásával a négyzetes ellenállás:
{\displaystyle R_{s}={\frac {1}{\int _{0}^{x_{j}}\mu qN(x)dx}}},
továbbá {\displaystyle x_{j}} a szennyezett csatorna mélysége, {\displaystyle \mu } a többségitöltéshordozó-mobilitás, {\displaystyle q} a töltéshordozók töltése és {\displaystyle N(x)} a nettó töltéshordozó koncentráció a mélység függvényében. Ha ismert, hogy mennyi az eredeti {\displaystyle N_{B}} töltéshordozó koncentráció, illetve a felületi szennyező koncentráció, akkor a négyzetes ellenállás és a rétegmélység szorzata leolvasható a fenti egyenlet numerikus megoldásából származó, ún. Irvin görbékről.

## Mérése
Ellenállásmérés során, ha kis ellenállás értékeket mérünk, gondot jelenthet a kontakt ellenállás. Bevett módszer a négypont-ellenállásmérés, mellyel a kontaktellenállások hatása kiszűrhető. Ekkor két elektróda között állandó áramot vezetünk és másik két elektródán mérjük a feszültséget egy nagy bemenő impedanciájú feszültségmérő segítségével. Az elrendezéstől függően figyelembe kell venni egy geometriafüggő faktort is. Az elektródákat gyakran négyzet alakban, vagy egy vonalban alkalmazzák.
A négyzetes ellenállás mérése történhet úgy is, hogy a réteg egy négyzet alakú területének két átellenes oldala mentén széles, ohmikusan csatolt kontaktusokat alakítanak ki, így a négyzetes ellenállás közvetlenül mérhető.
Van lehetőség induktív mérésre is, mely során a vékonyrétegben mágneses tér hatására kelő örvényáramok árnyékoló hatását mérik. Ennek az érintésmentes vizsgálatnak egy lehetséges megvalósítása, amikor a vizsgált vezető réteget két tekercs közé helyezik, így beágyazott, vagy durva felületi érdességű réteg tulajdonságai is mérhetők.
A négyzetes ellenállás nagyságrendi becslésére alkalmazhatjuk azt a durva mérést, amikor két közeli pont és két távoli pont ellenállását mérjük egyszerű kétpont-ellenállásméréssel. A két ellenállásérték különbsége megadja a négyzetes ellenállás nagyságrendjét.

## Alkalmazások
A szilárdtestfizikában és a félvezetőiparban gyakran alkalmazzák a négyzetes ellenállást a vékonyrétegek, bevonatok, dópolt rétegek jellemzésére, karakterizálására. Gyártás során így ellenőrizhető ilyen rétegek felületi minősége és egyenletessége például fémes rétegek, TCO-k, vezető nanoszerkezetek esetén, például a kijelzők és napelemek gyártása során. Négypont-mérést jellemzően pontszerűen alkalmazzák keményebb (kevésbé sérülékeny) rétegek kontakt módú vizsgálatára, míg az érintésmentes örvényáramú módszer alkalmasabb a beágyazott rétegek, sérülékenyebb struktúrák, vagy nagyfelbontású térképezés esetén.

## Fordítás
Ez a szócikk részben vagy egészben  a   Sheet resistance című angol Wikipédia-szócikk ezen változatának fordításán alapul.  Az eredeti cikk szerkesztőit annak laptörténete sorolja fel. Ez a jelzés csupán a megfogalmazás eredetét és a szerzői jogokat jelzi, nem szolgál a cikkben szereplő információk forrásmegjelöléseként.